# Церковь Божией Матери Скапулярия (Идолта)
Церковь Божией Матери Скапулярия (бел. Касцёл Маці Божай Шкаплернай) — католический храм в агрогородке Идолта, Витебская область, Белоруссия. Относится к Миорскому деканату Витебского диоцеза. Памятник архитектуры в стиле модерн, построен в 1937—1939 годах. Храм включён в Государственный список историко-культурных ценностей Республики Беларусь. Расположен по адресу: ул. Милашова, 1.
В некоторых старых источниках именуется также «Костёлом Непорочного Зачатия Девы Марии».

## История
Идолта известна с XVI века, первоначально принадлежала роду Рудоминов-Дусяцких. C 1725 по 1824 год принадлежала роду Сапег. В 1824 году Идолту купили судья Иосиф Милош и его сын Евгений, которые построили в Идолте усадьбу и часовню-усыпальницу (сохранилась до наших дней).
В 1921 году Идолта вошла в состав Польши, в 1937—1939 году шли работы по возведению современного здания храма в стиле модерн.

## Архитектура
Католическая церковь в Идолте имеет прямоугольное основное пространство, поделённое на три нефа двумя аркадами, опирающимися на шесть колонн, и просветы которых соответствуют полуциркульным оконным проемам. Пресвитерий заканчивается полукруглой апсидой, по бокам от пресвитерия находятся две симметричные квадратные ризницы. С правой стороны главного фасада к храму пристроена квадратная в плане башня с шатровым завершением, в центре главного фасада расположена галерея с аркадами. Фасады разделены на два яруса, в кладке нижнего яруса использован камень-валун, верхнего — белый кирпич. Сочетание этих материалов придает зданию фактурную и цветовую выразительность. Икона святого Исидора и 14 стояний Крестного пути датируются серединой XIX века.

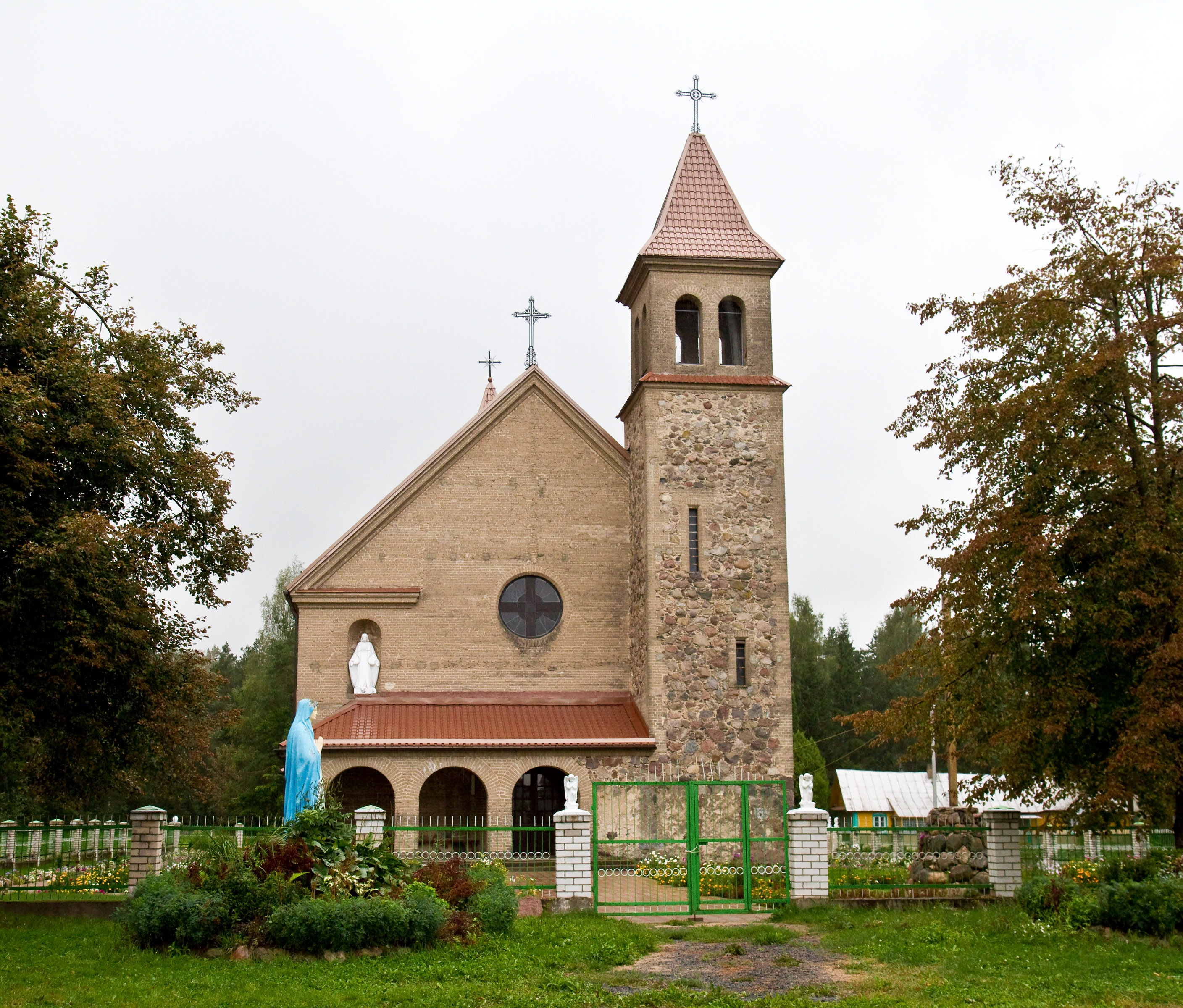